# Comité international de l'ordre de Malte
Ne doit pas être confondu avec Comité hospitalier international de l'ordre de Malte.
Le Comité international de l'ordre de Malte est une organisation caritative sans but lucratif (OSBL) internationale créée en 1958 à Genève (Suisse) pour coordonner les actions de lutte de l'ordre souverain de Malte contre la maladie et le handicap,.